# Ichneumon lacrymans
Ichneumon lacrymans är en stekelart som beskrevs av Léon Abel Provancher 1875. Ichneumon lacrymans ingår i släktet Ichneumon och familjen brokparasitsteklar. Inga underarter finns listade i Catalogue of Life.